# Добри Терпешев
Добри Колев Терпешев е деец на БРП(к). Участник в комунистическото съпротивително движение по време на Втората световна война. Командир на т. нар. Народоосвободителната въстаническа армия (НОВА). Български офицер, генерал-лейтенант. Държавен деец на Народна република България.

## Биография
Добри Терпешев е роден на 15 май 1884 г. в с. Изворово. Завършва начално образование. Член на Българската работническа социалдемократическа партия от 1903 г. Мобилизиран е по време на Балканската война. За антивоенна дейност е осъден на смърт през 1912, впоследствие е амнистиран.
През 1924 – 1925 г. е политически ръководител на Хасковската комунистическа чета „Христо Ботев“, в която се сражава и „последният войвода“ Митьо Ганев. По време на априлските събития в България от 1925 г. е осъден на смърт. Лежи в затвора до 1937 г. През 1938 г. става член на ЦК на БРП(к).
През 1941 г. е арестуван и хвърлен в затвора, откъдето избягва през 1943 г. След бягството си Терпешев става член на Политбюро на ЦК на БРП(к) и скоро се налага като най-авторитетния член на партийното ръководство в страната. Командир на Народоосвободителната въстаническа армия (НОВА). Главен организатор на Съпротивителното движение по време на Втората световна война.
След свалянето на правителството на Иван Багрянов води преговори с кабинета на Константин Муравиев за мирно предаване на властта в ръцете на Отечествения фронт. Добри Терпешев е сред главните фигури при завземането на властта на 9 септември 1944 г. Член е на правителствената комисия, която официално предава административната власт в Беломорието на гръцките партизани от ЕЛАС през октомври 1944 г. Участва в делегацията по подписване на т. нар. Московско примирие през същия месец. Участник е в делегацията присъствала на второто заседание на АСНОМ в Скопие през декември. Произведен е набързо от новото правителство в чин генерал.
Участва в изпълнителната власт. Министър без портфейл (1944 – 1947), председател на Върховния стопански съвет и на Държавната планова комисия (1945 – 1950), заместник-председател на Министерския съвет (1949 – 1950). Народен представител в XXVI обикновено народно събрание (1945 – 1946), VI велико народно събрание (1946 – 1949), I и II народно събрание (1949 – 1957). Слабо образован и простоват, в годините на комунистическия режим Терпешев, наричан популярно бай Добри става чест обект на критики и подигравки. Председател на Международния съюз на участниците в съпротивата (Federation internationale de resistants) (1948 – 1950).
През 1950 година, след Процеса срещу Трайчо Костов е отстранен от Политбюро, обвинен, че не е информирал своевременно партийното ръководство за „антисъветската“ дейност на Трайчо Костов. По-късно през същата година е отстранен и от правителството, заради подписана от него наредба, с която е намалено работното време на около 8 хиляди работници, работещи в рискови условия – той е остро критикуван заради това, че по този начин застрашава планирания от режима икономически растеж в страната.
На Априлския пленум на ЦК на БКП (1956) Терпешев разобличава незначителното участие на Живков в партизанското движение, като заявява: „Той е толкова дребен, че ние никога не сме го забелязвали – нито преди, нито след вземането на властта в София. Ако поживея още малко, може да прочета, че Живков сам е извършил революцията в България“. През 1956 г. е изключен от БКП за „антипартийна дейност“ във връзка с култа към личността. На запазена негова снимка от тържественото шествие по случай 15 години от победата на 9 септември 1944 г., Добри Терпешев лично написва: „От снимката се вижда колко съм щастлив, че вместо на трибуната на мавзолея, аз съм с народа в манифестацията – 9. 9. 1959 г. София.“
През 1961 г. му е отнета пенсията, през 1964 г. е изселен от София в гр. Плевен. Умира през 1967 г. на 83 години.